# Liste der Staatsinsekten der Bundesstaaten der Vereinigten Staaten
Dies ist eine Liste der offiziellen Staatsinsekten der Bundesstaaten der Vereinigten Staaten. Diese Insekten gelten als bundesstaatliche Wahrzeichen in den jeweiligen Bundesstaaten der Vereinigten Staaten:
| Bundesstaat    | Abbildung | Insekt                                                      | Wissenschaftliche Bezeichnung             | Datum           |
| -------------- | --------- | ----------------------------------------------------------- | ----------------------------------------- | --------------- |
| Alabama        |           | Monarchfalter                                               | Danaus plexippus                          | 1989            |
| Alaska         |           | Vierfleck                                                   | Libellula quadrimaculata                  | 1995            |
| Arizona        |           | Two-tailed Swallowtail                                      | Papilio multicaudatus                     | 2001            |
| Arkansas       |           | Honigbiene                                                  | Apis mellifera                            | 1973            |
| Colorado       |           | Colorado Hairstreak Butterfly                               | Hypaurotis crysalus                       | 1996            |
| Connecticut    |           | Europäische Gottesanbeterin                                 | Mantis religiosa                          | 1. Oktober 1977 |
| Delaware       |           | Siebenpunkt-Marienkäfer                                     | Coccinella septempunctata                 | 25. April 1974  |
| Delaware       |           | Tiger Swallowtail                                           | Papilio glaucus                           | 10. Juni 1999   |
| Delaware       |           | Stonefly                                                    | Steinfliege                               | 4. Mai 2005     |
| Florida        |           | Zebra Longwing                                              | Heliconius charitonius                    | 1996            |
| Georgia        |           | Honigbiene                                                  | Apis mellifera                            | 1975            |
| Hawaii         |           | Kamehameha butterfly                                        | Udara blackburnii                         | 2009            |
| Idaho          |           | Monarchfalter                                               | Danaus plexippus                          | 1992            |
| Illinois       |           | Monarchfalter                                               | Danaus plexippus                          | 1975            |
| Kalifornien    |           | California Dogface Butterfly                                | Colias eurydice                           | 1972            |
| Kansas         |           | Honigbiene                                                  | Apis mellifera                            | 1976            |
| Kentucky       |           | Viceroy Butterfly                                           | Limenitis archippus                       | 1990            |
| Louisiana      |           | Honigbiene                                                  | Apis mellifera                            | 1977            |
| Maine          |           | Honigbiene                                                  | Apis mellifera                            | 1975            |
| Maryland       |           | Baltimore Checkerspot Butterfly                             | Euphydryas phaeton                        | 1973            |
| Massachusetts  |           | Zweipunkt-Marienkäfer                                       | Adalia bipunctata                         | 1974            |
| Minnesota      |           | Monarchfalter                                               | Danaus plexippus                          | 2000            |
| Mississippi    |           | Westliche Honigbiene                                        | Apis mellifera                            | 1980            |
| Missouri       |           | Westliche Honigbiene                                        | Apis mellifera                            | 3. Juli 1985    |
| Montana        |           | Trauermantel                                                | Nymphalis antiopa                         | 2001            |
| Nebraska       |           | Westliche Honigbiene                                        | Apis mellifera                            | 1975            |
| New Hampshire  |           | Ladybug                                                     | Coccinella novemnotata                    | 1977            |
| New Jersey     |           | Westliche Honigbiene                                        | Apis mellifera                            | 1974            |
| New Mexico     |           | Tarantula hawk                                              | Pepsis grossa                             | 1989            |
| New York       |           | Pink Spotted Ladybug                                        | Coccinella novemnotata                    | 1989            |
| North Carolina |           | Westliche Honigbiene                                        | Apis mellifera                            | 1973            |
| North Dakota   |           | Convergent lady beetle                                      | Hippodamia convergens                     | 2011            |
| Ohio           |           | Ladybug                                                     | Coccinella septempunctata                 | 1975            |
| Oklahoma       |           | Westliche Honigbiene                                        | Apis mellifera                            | 1992            |
| Oregon         |           | Oregon Swallowtail Butterfly                                | Papilio oregonius                         | 1979            |
| Pennsylvania   |           | Leuchtkäfer                                                 | Photuris pennsylvanicus                   | 1974            |
| Rhode Island   |           | American burying beetle                                     | Nicrophorus americanus                    | 2015            |
| South Carolina |           | Fangschrecke                                                | Stagmomantis carolina                     | 1988            |
| South Dakota   |           | Westliche Honigbiene                                        | Apis mellifera                            | 1978            |
| Tennessee      |           | Firefly und Ladybug                                         | Leuchtkäfer und Marienkäfer               | 1975            |
| Texas          |           | Monarchfalter                                               | Danaus plexippus                          | 1995            |
| Utah           |           | Westliche Honigbiene                                        | Apis mellifera                            | 1983            |
| Vermont        |           | Westliche Honigbiene                                        | Apis mellifera                            | 1977            |
| Virginia       |           | Eastern Tiger Swallowtail Butterfly                         | Papilio glaucus                           | 1991            |
| Washington     |           | Green Darner Dragonfly                                      | Amerikanische Königslibelle (Anax junius) | 1997            |
| West Virginia  |           | Monarchfalter (state butterfly), Honigbiene, (state insect) | Danaus plexippus and Apis mellifera       | 1995 / 2002     |
| Wisconsin      |           | Westliche Honigbiene                                        | Apis mellifera                            | 1977            |
| Wyoming        |           | Sheridan’s green hairstreak butterfly                       | Callophrys sheridani                      | 2009            |